# Salas
Salas é um concelho (município) da Espanha na província e Principado das Astúrias. Tem 227,1 km² de área e em 2019 tinha 4 959 habitantes (densidade: 21,8 hab./km²).

## Demografia
|             |
| Fuente: INE |